# FERM-Domäne
FERM steht für „4.1-Protein (Four-point-one), Ezrin, Radixin, Moesin“ und ist eine Domäne, die in diesen Proteinen gefunden wurde. Die Hauptaufgabe ist die Bindung von Proteinen an die Zellmembran.
FERM-Domänen wurden inzwischen in vielen Cytoskelett-Proteinen gefunden, in denen sie als spezifische Bindestelle für weitere Proteine oder auch Phospholipide dienen. Die FERM-Domäne ist meist am N-Terminus der Proteine lokalisiert.